# Dixieland Crackerjacks
The Dixieland Crackerjacks is een Nederlands jazzorkest. Het is opgericht in 1994 en heeft sindsdien optredens verzorgd in Nederland, België, Duitsland, Engeland, Portugal, Polen, Ierland, de Verenigde Staten, Indonesië en Frankrijk.
De band heeft in de loop der jaren meegewerkt aan een tiental cd-producties en één dvd. De dvd en de cd's The Caribbean Suite en Out Of Nowhere, bevatten onder meer ook originele composities van voormalig orkestleider Bert Brandsma.

## Enkele korte feiten
- Met ruim 225 optredens per jaar is de band met recht Nederlands meest optredende dixieland band.
- Highlights, een nieuwe cd met onder meer Chris Barber, Bernard Berkhout en Joe Wulf is uitgebracht in 2014
- Sinds augustus 2012 is Slidin' Selena de nieuwe bandleider, nadat Bert Brandsma bij het orkest van Chris Barber ging spelen.
- De band toerde door de Verenigde Staten in juli 2012, het JakJazz Festival Indonesië en Cork Jazz Ierland in oktober dat jaar.
- Het orkest speelde in 2011 in Ierland op het Guinness Cork Jazz Festival.
- De eerste dvd, Great Live Performances kwam uit.
- In 2010 speelde de band bij het 65-jarig bestaan van de Dutch Swing College Band.
- In 2009 traden de Dixieland Crackerjacks op in Polen en is de cd Out of Nowhere opgenomen.
- In 2008 ondernam de band tournees naar Portugal, Engeland, België en Duitsland.
- In 2005, 2006 en 2007 traden de Dixieland Crackerjacks op in attractiepark Slagharen. Ook in 2008 speelde de band hier regelmatig.
- De band heeft in 2006 opgetreden in een tv-spotje van de ANWB.
- In begin 2005 was de band acht keer te zien op de Nederlandse televisie (RTL 4, RTL 5, SBS6, Nederland 1, Nederland 2).
- In 2004 deed het orkest een bijzondere aankoop door een historische bassaxofoon van het merk Conn met bouwjaar 1940 aan te schaffen.
- De band maakte in 2000 een tournee naar Dresden, en speelde daar onder andere live voor de tv.
- Sinds het jaar 2000 speelt de band af en toe in uitgebreide bezetting, de zogenaamde Dixieland Crackerjacks Supersize Orchestra.
- In 1995 verscheen de eerste cd, Red Roses for a Blue Lady.
- In januari 1994 won de band het concours van de Leidsche Jazzweek.

## Discografie
- Red Roses for a Blue Lady (1995)
- Waar is Suzanne (1997)- 1 titel
- I'll See You In My Dreams (2000)
- St. James In Germany (2001)
- The Caribbean Suite (2005)
- Holland for New Orleans (2005) - 2 titels
- Out Of Nowhere (2009)
- Künstler Stammtisch vol.1 (2009) Duitsland - 1 titel : Summernight Fiësta
- Radio Now vol. 13 (2009) USA - 1 titel : Happy Dance
- DVD Great Live Performances (2010)
- Radio Now vol. 14 (2010) USA - 1 titel : Summernight Fiësta
- Highlights, Bert Brandsma with Chris Barber (2014) - 7 titels

## Bezetting
De huidige bezetting (2012) bestaat uit:
- Michel Muller - trompet, zang
- Selena Kuiper - trombone, zang
- Bert Brandsma - saxofoons, klarinet
- Rocky van Schaik - banjo, gitaar, zang
- Raymond van der Hooft - slagwerk, zang
- Henk Haverhoek - contrabas
- Lielian Tan - snare drum